# Claudiu-Martin Chira
Claudiu-Martin Chira (n. 25 noiembrie 1984, Timișoara, România) este un deputat român, ales în 2020 din partea PNL. 